# Medikalisierung
Medikalisierung ist die Bezeichnung für einen gesellschaftlichen Veränderungsprozess, bei dem menschliche Lebenserfahrungen und Lebensbereiche in den Fokus systematischer medizinischer Erforschung und Verantwortung rücken, die vorher außerhalb der Medizin standen. Dieser wurde vor allem seit Mitte des 18. Jahrhunderts beobachtet und beschrieben, ist aber auch heute noch festzustellen. Das Konzept geht maßgeblich auf Ivan Illich zurück.
In der Medizingeschichte wird der Begriff der Medikalisierung meist deskriptiv, also ohne Wertung, gebraucht. In ihm kommt aber auch eine grundlegende Kritik an einem Fortschritt- und Machbarkeitsglauben innerhalb der Naturwissenschaften zum Ausdruck. Als Ursache und treibende Kraft hinter diesen Veränderungen wird aber ein Zusammenspiel von allen Beteiligten des Gesundheitssystems – also auch von Patienten und konkurrierenden Heilberufen – gesehen: mit dem Ziel, die bestmögliche Versorgung der Bevölkerung zu erreichen.
Beispiele für Medikalisierungstendenzen:
- die Pathologisierung von Befindlichkeitsstörungen und Angelegenheiten, die auch von vielen sozialen Faktoren bestimmt sind (z. B. sexuelle Unlust, Kinderlosigkeit) und deren medizinische Behandlung
- der weibliche Körper, insbesondere seine Sexualität (durch spezifische Wissensproduktion und Regularien über Menstruation, Schwangerschaft, Geburt[2] und Menopause)[3]
- das zunehmende Angebot medizinischer Dienstleistungen für eine „Optimierung“ der Lebensführung statt nur die Behandlung von Leiden (z. B. Anti-Aging-Medizin, kosmetische Chirurgie)
- die Tendenz zur Verantwortungsübertragung an Ärzte und das Gesundheitswesen, sowie die (Selbst-)Entmündigung der Menschen bei leichten Beschwerden, Fragen des Wohlbefindens und bei natürlichen Lebensphänomenen (Geburt, Tod)